# Mifflinburg
Mifflinburg é um distrito localizado no estado norte-americano de Pensilvânia, no Condado de Union. +55 42 9959-7842

## Demografia
Segundo o censo norte-americano de 2000, a sua população era de 3594 habitantes.
Em 2006, foi estimada uma população de 3568, um decréscimo de 26 (-0.7%).

## Geografia
De acordo com o United States Census Bureau tem uma área de
4,7 km², dos quais 4,7 km² cobertos por terra e 0,0 km² cobertos por água. Mifflinburg localiza-se a aproximadamente 214 m acima do nível do mar.

## Localidades na vizinhança
O diagrama seguinte representa as localidades num raio de 16 km ao redor de Mifflinburg.